# Letiště Brusel-Charleroi
Letiště Charleroi Brusel-Jih (francouzsky Aéroport de Charleroi Bruxelles Sud, nizozemsky Luchthaven Brussel Zuid Charleroi) (IATA: CRL, ICAO: EBCI) je druhé největší belgické letiště podle počtu cestujících (k roku 2017). Leží asi 7 km severně od Charleroi, 45 km jižně od Bruselu a v nadmořské výšce 187 m n. m.

## Historie
Svůj vznik datuje do roku 1919 jako letecká škola. Letiště používali dva letečtí výrobci: SONACA (pův. Avions Fairey) od roku 1931 a SABCA od roku 1954. V roce 1970 vznikla první pravidelná linka Lutych – Charleroi – Londýn letecké společnosti Sabena. Od roku 1997 letiště využívá letecká společnost Ryanair, což vedlo k rychlému nárůstu počtu cestujících.

## Statistiky
| Rok  | cestující | změna  |
| ---- | --------- | ------ |
| 2001 | 773 431   | –      |
| 2002 | 1 271 979 | 64,45% |
| 2003 | 1 803 587 | 41,19% |
| 2004 | 2 034 797 | 12,81% |
| 2005 | 1 873 349 | 8,61%  |
| 2006 | 2 166 360 | 15,64% |
| 2007 | 2 458 255 | 13,47% |
| 2008 | 2 957 026 | 20,28% |
| 2009 | 3 937 187 | 33,14% |
| 2010 | 5 123 404 | 31,96% |
| 2011 | 5 901 007 | 15,18% |
| 2012 | 6 516 427 | 10,43% |
| 2013 | 6 786 979 | 4,15%  |
| 2014 | 6 439 957 | ▼5,1%  |
| 2015 | 6 956 302 | 8,01%  |
| 2016 | 7 303 720 | 4,99%  |
| 2017 | 7 698 767 | 5,41%  |